# Генрих Прусский (1781—1846)
Фридрих Генрих Карл, принц Прусский (нем. Friedrich Heinrich Karl von Preußen; 30 декабря 1781, Берлин
— 12 июля 1846, Рим) — прусский военачальник, генерал от инфантерии; гроссмейстер прусского королевского ордена Святого Иоанна; брат короля Фридриха Вильгельма III.

## Биография
Родился 30 декабря 1781 года в Берлине. Сын короля Фридриха Вильгельма II от его второго брака с Фридерикой Луизой Гессен-Дармштадтской.
В сентябре 1795 года был в чине прапорщика 1-го батальона гвардии. В войне четвёртой коалиции против французов принц Прусский был в звании полковника. В 1807 году был начальником пехоты подразделения «Schöning» № 11.
В кампанию 1813 года принц принимал участие в составе штаб-квартиры российского генерала Витгенштейна. После окончания войны, 31 мая 1815 года был произведен в генералы от инфантерии.
С 1819 года Генрих постоянно жил в Риме, где заболел и последние 20 лет жизни провел прикованным к постели. Его адъютантом в это время был генерал-майор граф Фридрих Вильгельм фон Лепель (1774—1840). В 1845 году его адъютантом стал будущий прусский генерал-фельдмаршал Хельмут Карл Бернхард фон Мольтке.
Умер 12 июля 1846 года в Риме. Был похоронен в Берлинском кафедральном соборе.

## Награды
Королевства Пруссия:
- Орден Чёрного орла (февраль 1790)[3]
- Орден Красного орла (1792, как кавалер ордена Чёрного орла)
- Орден Святого Иоанна Иерусалимского рыцарь по праву (Rechtsritter), коадъютор Бранденбургского бальяжа (3 июля 1800)[4]; гроссмейстер ордена после секуляризации (с 23 мая 1812 года)[5]
- Железный крест 2-го класса на чёрной ленте (1813)[6]

Российской империи:
- Орден Святой Анны 1-й степени (29 мая 1802)[7]
- Орден Святого Александра Невского (29 мая 1802)[8]
- Орден Святого апостола Андрея Первозванного (29 мая 1802)[9][10]
- Орден Святого Георгия 3-го класса (№ 309, 18 июля 1813)[11]
- Орден Святого Владимира 2-й степени (8 июня 1814)[12]

## Память
- Именем этого прусского военачальника в Берлине названа площадь[13].